# Faller-Klamm-Brücke
Die Faller-Klamm-Brücke oder „Sylvensteinsee Brücke“ ist eine Straßenbrücke in der Gemeinde Lenggries im Landkreis Bad Tölz-Wolfratshausen und Teil der Bundesstraße 307. Diese 1957 erbaute Brücke führt pro Fahrtrichtung einspurig über den Südteil des Sylvensteinspeichers. Die mehrstegige stählerne Balkenbrücke mit Asphaltdecke befindet sich zwischen dem Damm und Neu-Fall.

## Technik und Ausgestaltung
Die Brücke hat eine Breite von 7,5 Metern und hat 8 gleich lange Felder sowie 7 schlanke Betonpfeiler, die ca. 20 Meter über die durchschnittliche Wasserhöhe hinausragen. Die S-förmige Gestalt beruht auf dem bestmöglichen Gestein für die Pfahlgründungen.

## Geschichte
Baubeginn war im September 1955. Die Fertigstellung erfolgte im Oktober 1957. Die Baukosten betrugen umgerechnet 2,25 Mio. Euro.

## Bedeutung
Die Bundesstraße 307 ist unter anderem hier Teil der Deutschen Alpenstraße, die in das Karwendelgebirge führt. Sie ist touristisch stark frequentiert.